# Distrito Cultural Leather & LGBTQ

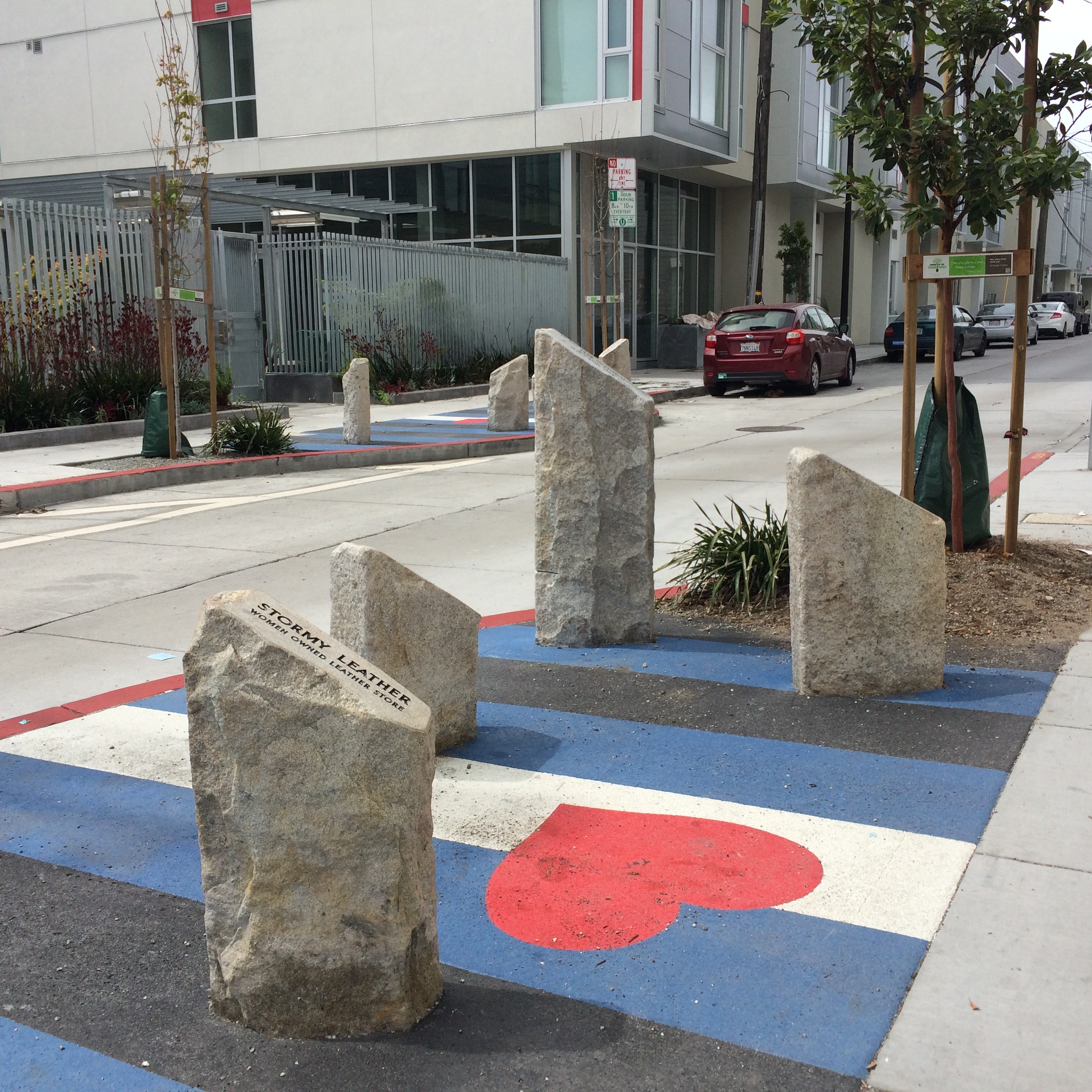
San Francisco South of Market Leather History Alley en Ringold Street.

El Distrito Cultural Leather & LGBTQ (en inglés: Leather and LGBTQ Cultural District) es un distrito cultural en el vecindario South of Market (SOMA) de San Francisco que conmemora la historia y la cultura de la subcultura leather activa en el área durante aproximadamente medio siglo. La Junta de Supervisores de San Francisco estableció el distrito con una legislación promulgada por el alcalde el 9 de mayo de 2018. El 12 de junio de ese año se llevó a cabo un corte de cinta en las afueras del bar The Stud en 9th Street.
El área está delimitada aproximadamente por Howard Street al noroeste, 7th St. al noreste, la I-80 al este y la US 101 al sur. También hay un enclave entre las Calles 5 y 6, Harrison y Bryant. Incluye el San Francisco South of Market Leather History Alley, que fue inaugurado en 2017.
El objetivo del distrito es "honrar y conmemorar a las personas, los lugares y las instituciones que le dieron a South of Market su cultura y atractivo distintivos, y también ayudaría a proteger los negocios y espacios restantes, y dar sustento a las personas que viven, trabajan y se recrean allí".